# Poecilopachys
Poecilopachys Simon, 1895 è un genere di ragni appartenente alla famiglia Araneidae.

## Etimologia
Il nome deriva dal greco ποικίλος, poikìlos, cioè variopinto, screziato, variegato, pezzato, e dal greco παχύς, pachys, cioè pingue, grasso, denso; chiamato così per i colori sgargianti e per la taglia alquanto "opima" dell'opistosoma.

## Distribuzione
Le cinque specie oggi note di questo genere sono state reperite in Oceania, Nuova Guinea e Australia; la specie dall'areale più vasto è la P. verrucosa, rinvenuta in località della Nuova Guinea, del Queensland e delle isole Samoa.

## Tassonomia
Dal 1988 non sono stati esaminati esemplari di questo genere.
A marzo 2014, si compone di 5 specie:
- Poecilopachys australasia (Griffith & Pidgeon, 1833)[2] — Queensland (Australia), Nuovo Galles del Sud, Nuova Zelanda, Isole Samoa
- Poecilopachys jenningsi (Rainbow, 1899) — Nuove Ebridi
- Poecilopachys minutissima Chrysanthus, 1971 — Nuova Irlanda (Papua Nuova Guinea)
- Poecilopachys speciosa (L. Koch, 1872) — Queensland (Australia)
- Poecilopachys verrucosa (L. Koch, 1871) — Nuova Guinea, Queensland (Australia), Isole Samoa

### Specie trasferite
- Poecilopachys bufo Bösenberg & Strand, 1906; trasferita al genere Cyrtarachne Thorell, 1868[1].